# رضا بهلوي
رضا بهلوي (بالفارسية: رضاشاه پهلوی) ولد في (  15 مارس  1878  وتوفي في  26 يوليو   1944  ) ، ضابط عسكري وسياسي إيراني (شغل منصب وزير الحرب ورئيس الوزراء ) ، وأول شاه من عائلة بهلوي في دولة إيران الإمبراطورية ووالد آخر شاه لإيران. حكم من 15 ديسمبر 1925 حتى تنحيه عن عرشه مجبرًا في 16 سبتمبر 1941 إثر الغزو الإنجليزي السوفيتي. أدخل رضا شاه العديد من الإصلاحات الاجتماعية والاقتصادية والسياسية خلال فترة حكمه، وأسس في النهاية الدولة الإيرانية الحديثة. ويُعتبر بذلك مؤسس إيران الحديثة.
انضم في سن الرابعة عشرة إلى لواء القوزاق، وخدم أيضًا في الجيش. في عام 1911، رُفّع إلى رتبة ملازم أول، وبحلول عام 1912 رُقي إلى رتبة نقيب وأصبح عقيدًا في عام 1915. في فبراير 1921، سار نحو طهران واستولى على العاصمة، باعتباره قائد لواء القوزاق بكامله في قزوين. حلَّ الحكومة بالقوة وعين ضياء الدين طبطبائي رئيسًا جديدًا للوزراء. تسلّم رضا خان منصب القائد العام للجيش ووزير الحرب في الحكومة الجديدة.
بعد عامين على الانقلاب، عيّنه السيد ضياء رئيسًا لوزراء إيران، بدعم من الجمعية الوطنية الإيرانية. عُيّن رضا بهلوي في عام 1925 ملكًا شرعيًا على إيران بقرار من الجمعية التأسيسية لإيران. خلعت الجمعية أحمد شاه قاجار، آخر شاه من السلالة القاجارية، وعدّلت دستور إيران لعام 1906 بما يتيح اختيار رضا بهلوي شاهًا لإيران. أسس السلالة البهلوية التي استمرت حتى أطاحت بها الثورة الإيرانية عام 1979.
بعد وفاته، أطلق عليه مجلس الشورى الوطني الإيراني، في ربيع عام 1950، اسم رضا شاه العظيم.
يحظى إرثه بجدل واسع حتى يومنا هذا. يؤكد مناصروه أنه كان بمثابة قوة حداثة أساسية لإعادة توحيد إيران (التي تراجعت أهميتها الدولية بوضوح خلال حكم القاجاريين)، في حين يؤكد منتقدوه أن عهده كان استبداديًا بمعظمه، إذ أن فشله في إضفاء طابع عصري على حياة عدد كبير من الفلاحين وعملهم في إيران أدى في النهاية إلى غرس بذور الثورة الإيرانية التي اندلعت بعد نحو أربعة عقود، وأنهت 2,500 عام من الملكية الفارسية. إضافة إلى ذلك، قُمعت العديد من الجماعات الاثنية والاجتماعية، نتيجة إصراره على القومية الاثنية والوحدة الثقافية، إلى جانب اتباعه منهج الإقصاء القسري والتوطين الحضري. على الرغم من أنه كان من أصل إيراني مزندراني، لكن حكومته نفذت سياسة واسعة من الفرسنة في محاولة لإنشاء أمة واحدة موحدة ومتجانسة عمومًا، على غرار سياسة التتريك التي اتبعها مصطفى كمال أتاتورك في تركيا بعد سقوط الإمبراطورية العثمانية.

## نشأته
ولد في بلدة (سوادكوه) في إقليم مازندران عام 1295 هـ (1878 م)، يدعى أبوه عباس قلي خان، وقد توفي في 2 ذو الحجة 1295هـ ولا يزال ابنه رضيعاً، فانتقلت به أمه إلى طهران. أما أمه فتعود إلى أصل قفقاسي حيث انتقل بها أهلها إلى إيران بعد سيطرة الروس على بلاد القفقاس عام 1282 هـ. رعى الولد خاله بعد أن تزوجت أمه، وتركت غلامها لأخواله. ثم أودعه خاله لدى أسرة الجنرال (تومان كاظم خان) صديق عائلته.
تزوج مرتين الثانية من ابنة القائد العسكري تيمور خان ميربنج، وأنجبت له ولي العهد عام 1337 هـ

## العمل العسكري
يعود رضا بهلوي إلى أسرة امتهنت الجندية، وكان أبوه قد وصل إلى رتبة عقيد، وكان جده كذلك ضابطاً وقتل في الحملة على هراة.
عمل رضا شاه في بدايته بالجيش الإيراني ثم أصبح قائدا للواء القوزاق في عهد الدولة القاجارية. قام سنة 1921 م وهو على رأس وزارة الحربية (الدفاع) بحل الحكومة. تولى ما بين سنوات 1923-1925 م منصب رئيس الوزراء. بعد أن قام بخلع آخر الشاهات القاجاريين سنة 1925 م، ثم أجبر البرلمان (المجلس الوطني) على أن ينتخبه شاهاً على البلاد.

## فترة حكمه
كان رضا بهلوي يتمتع بدعم قوي وسط قيادات الجيش، الشيء الذي مكّنه من أن يقوم بعملية إصلاحات على الطريقة الكمالية (في تركيا) رغم المعارضة الشعبية.
تميز حكمه بالشمولية (الدكتاتورية). كان في صراع دائم مع المرجعيات الشيعية (رجال الدين)، خصوصاً عندما أصدر توجيهات مناهضة لوجود الحجاب في المجال العام، وسط غضب ديني وشعبي، حتى وصل الأمر إلى إطلاق النار على مظاهرة سلمية مناهضة لفرض الزي الغربي في مدينة مشهد.
قام بمشروعات تحديثية عديدة، منها ما تعلق بالطرق ووسائل النقل، ومنها ما تعلق بالتعليم كتأسيسه جامعة طهران، وابتعاثه الطلاب الإيرانيين لدراسة العلوم في أوروبا.
قام سنة 1934 م باستبدال اسم البلاد القديم «فارس» بـ«إيران» أي بلاد الآريين بعد أن قام بضم كل الأقاليم التي كانت تتمتع بالاستقلال أو بحكم ذاتي مثل عربستان وبلوشستان ولرستان إلى الدولة الإيرانية الجديدة.

## تنحيته
أبدى رضا بهلوي تعاطفاً مع الزعيم الألماني أدولف هتلر أثناء الحرب العالمية الثانية، تسبب موقفه في تدخل القوات البريطانية والسوفياتية وغزو إيران ثم عزلوه سنة 1941 م ثم نفي إلى مومباي في الهند، ومنها إلى جزيرة موريشيوس ثم إلى جنوب أفريقيا في جوهانسبرغ.
يقول الكاتب والباحث الإيراني مسعود بهنود في كتابه «القتلى أثر نزاع على القوة» أن رضا شاه في حين عزله كان يملك 200 مليون دولار في البنوك البريطانية كذلك كان يملك أراضي كثيرة في إيران خاصة في المنطقة الشمالية حيث كانت 7,000 قرية مسجلة بإسمة ثم تحولت هذه الثروة إلى ابنه وبعدها إلى مؤسسة بهلوي.
حكم ابنه محمد رضا بهلوي (1919-1979 م) تحت الوصاية البريطانية والروسية حتى سنة 1946 م. قام بالتقرب من الولايات المتحدة في سياسته الخارجية ومن الغرب بشكل عام.

## وفاته
توفي في 26 يوليو 1944 بجنوب أفريقيا في جوهانسبرغ وحالت الاضطرابات السياسية في إيران دون نقل ودفن جثمانه في إيران، ونظراً لعلاقة المصاهرة التي كانت بين ملكي مصر وإيران فقد تم نقل جثمان رضا بهلوي إلى القاهرة حيث دفن بمسجد الرفاعي في 28 أكتوبر 1944 م إلّا أنه بعد الخلاف الذي وقع بين إيران ومصر عام 1948 م إثر طلاق الشاه محمد رضا بهلوي من الأميرة فوزية بنت فؤاد الأول أرسل الشاه بعثة ملكية إلى مصر عام 1950 لنقل رفات والده إلى إيران حيث أقام له ضريح في مدينة الري (ضريح الشاه رضا) وقد تم هدم الضريح بعد قيام الثورة الإيرانية سنة 1979 م على يد صادق خلخالي أحد رجال الدين الشيعة ورموز الثورة الإسلامية واختفى رفاته.
وفي 24 أبريل 2018 م أعلنت السلطات الإيرانية العثور على جثة رضا شاه والتي فقدت منذ 40 عاما.

## معرض الصور

شعار الدولة البهلوية
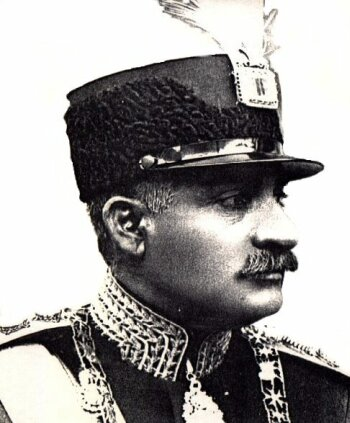
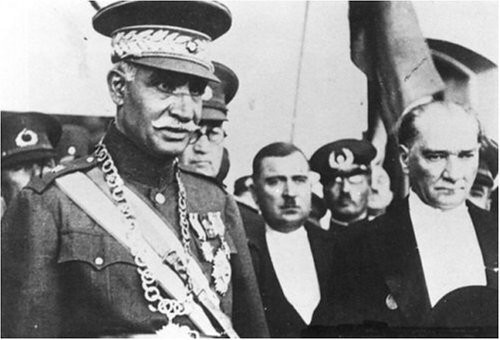
رضا بهلوي مع أتاتورك 1934 م
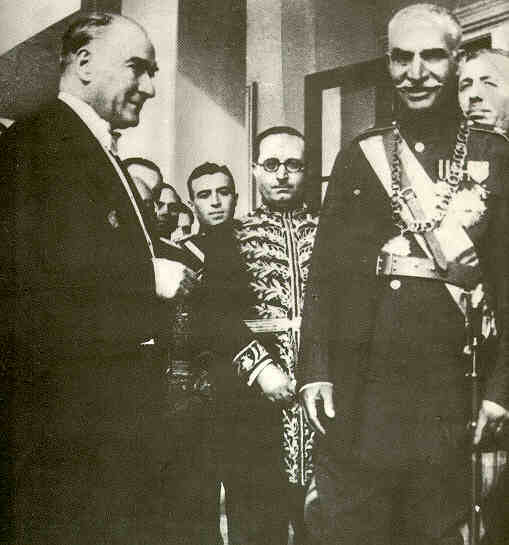
رضا بهلوي مع أتاتورك 1934 م
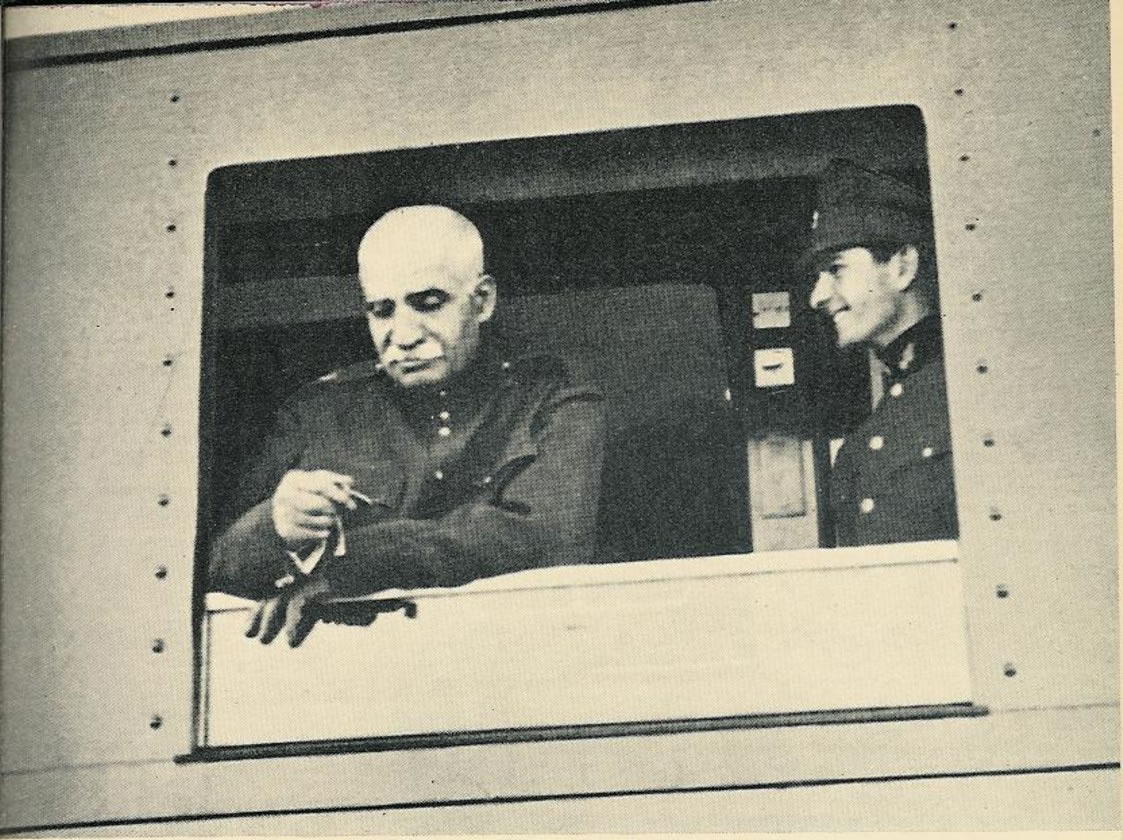
مع ابنه محمد رضا بهلوي 1937 م
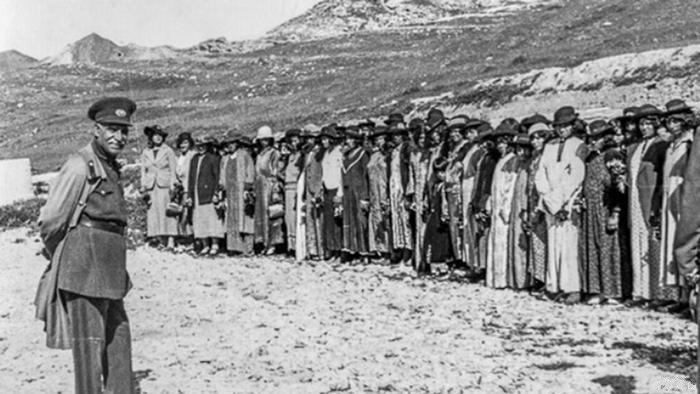
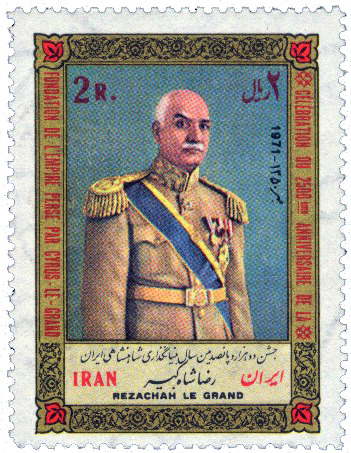
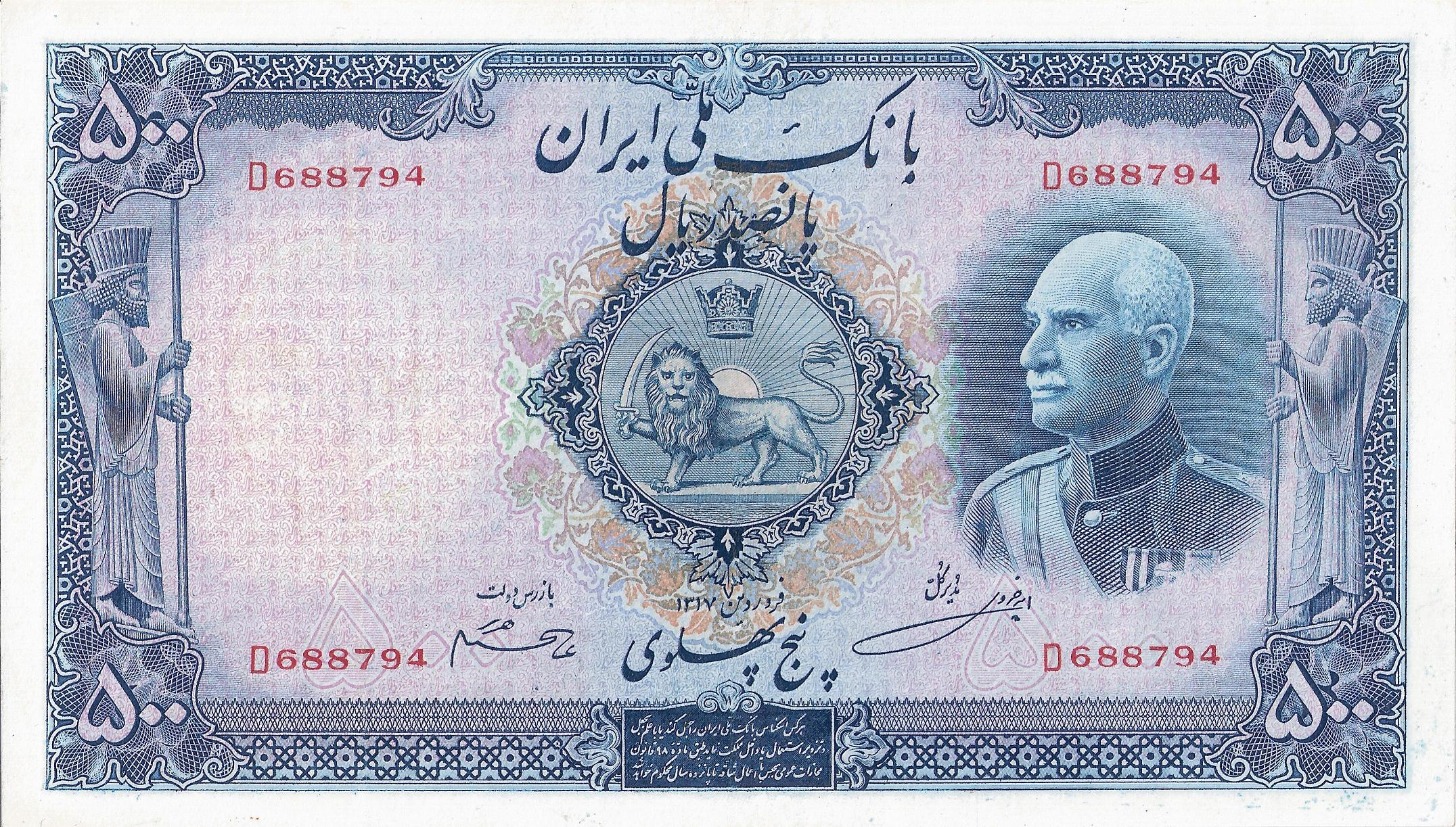
عملة نقدية بقيمة 500 ريال إيراني
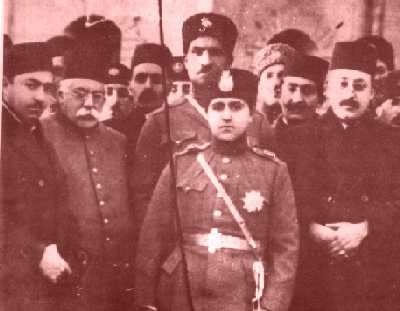
رضا بهلوي يقف خلف شاه أيران السابق أحمد ميرزا القاجاري الذي قام بخلعه عام 1925 م
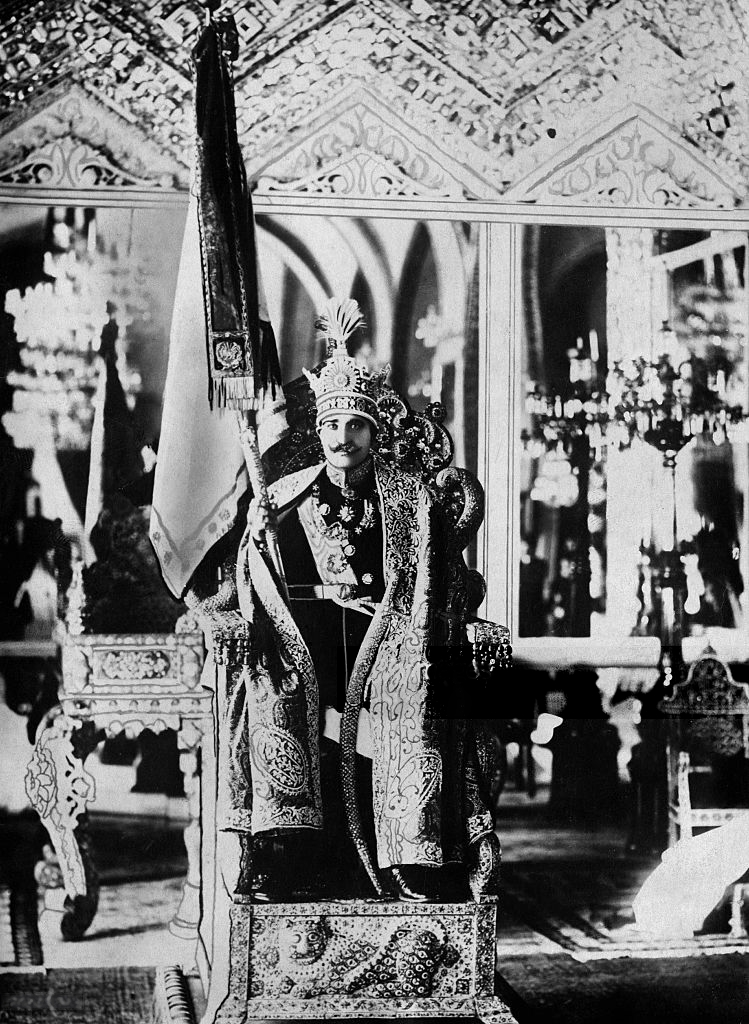
رضا بهلوي أثناء تتوجيه على عرش الطاووس 1926 م
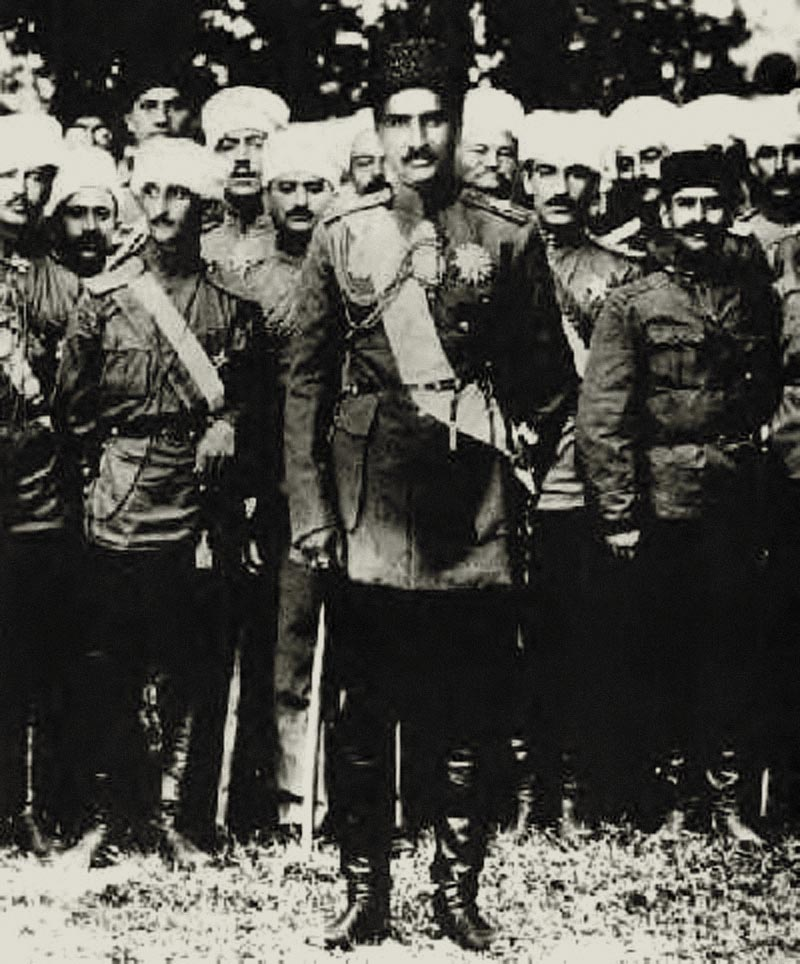
عام 1921 م
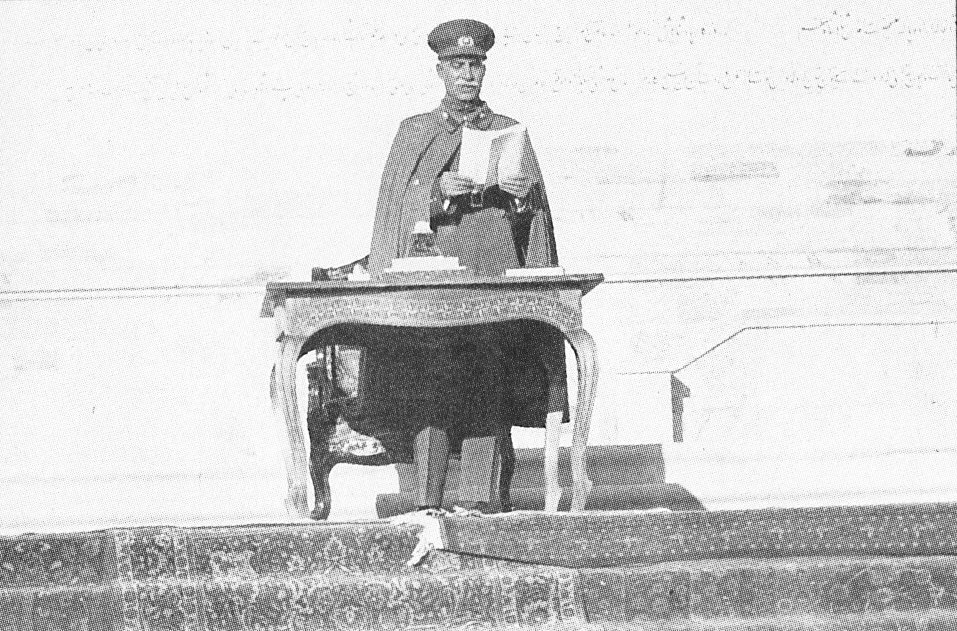
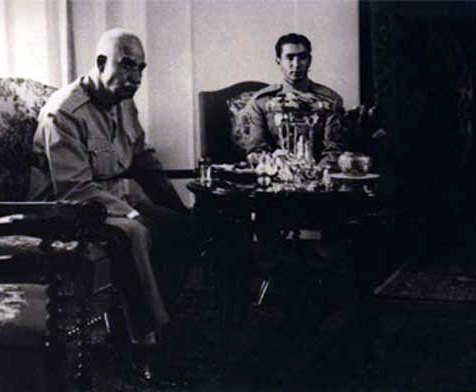
مع ابنه محمد رضا بهلوي 1941
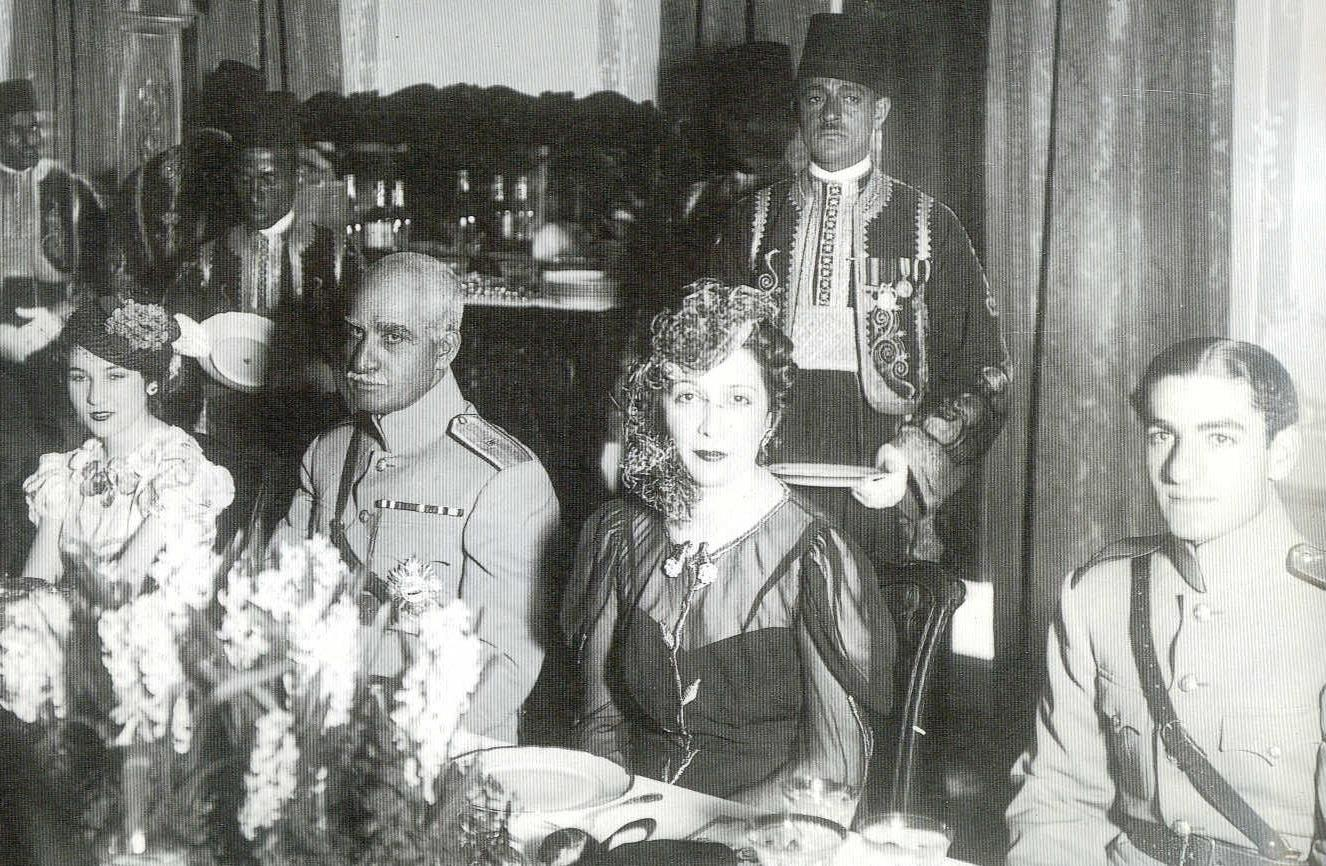
رضا بهلوي مع نازلي ملكة مصر القرينة ومحمد رضا بهلوي أثناء زواجه من فوزية بنت فؤاد الأول عام 1939
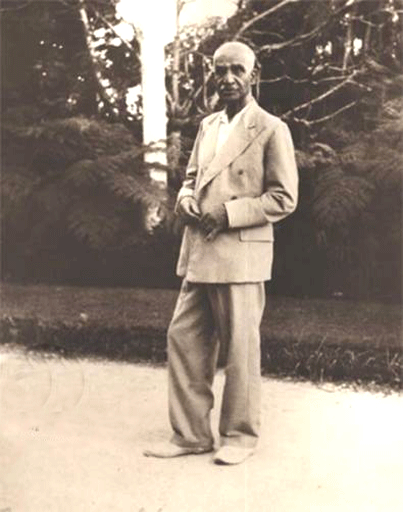
رضا بهلوي منفياً في جنوب أفريقيا
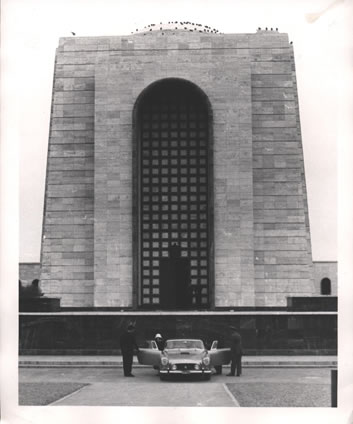
ضريح رضا بهلوي قبل الثورة الإيرانية (تم هدم الضريح عام 1979 )

## روابط خارجية
- رضا بهلوي على موقع الموسوعة البريطانية (الإنجليزية)
- رضا بهلوي على موقع مونزينجر (الألمانية)
- رضا بهلوي على موقع ميوزك برينز (الإنجليزية)
- رضا بهلوي على موقع إن إن دي بي (الإنجليزية)